# Nowostaw (hromada Beresteczko)
Nowostaw (ukr.  Новостав) – wieś na Ukrainie w rejonie łuckim obwodu wołyńskiego.

## Historia
Pod koniec XIX w. wieś w gminie Beresteczko w powiecie dubieńskim.
Do 2020 w rejonie horochowskim. 